# 明石昇二郎
明石 昇二郎（あかし しょうじろう、1962年 - ）は、日本のルポライター。ルポルタージュ研究所所長。

## 経歴・人物
東京都出身。1985年、東洋大学社会学部応用社会学科マスコミ学専攻卒業。
1987年『朝日ジャーナル』に青森県六ヶ所村の核燃料サイクル基地計画をめぐるルポルタージュを発表し、ルポライターとしてデビュー。その後、『技術と人間』『フライデー (雑誌)』『週刊プレイボーイ』『週刊現代』『サンデー毎日』『週刊金曜日』『週刊朝日』『世界』などで執筆活動。ルポの対象とするテーマは、原子力発電、食品公害、著作権など多岐にわたる。
フリーランスのテレビディレクターとしても活動。1994年、日本テレビ・NNNニュースプラス1特集「ニッポン紛争地図」で日本民間放送連盟賞を受賞。2004年より日本テレビ・きょうの出来事でカネミ油症事件特集を7回にわたって制作、カネミ油症被害者を長年苦しめてきた国への仮払金返還問題をテレビで初めて取り上げた。2007年、日本テレビ・NNNドキュメントで「覚めない悪夢 カネミ油症39年の空白」を制作。
2008年、クレジットカード会社や消費者金融業者から自力で過払い金を回収する模様をレポートした実践ルポ「貧者の埋蔵金・過払い金を奪還せよ!!」を『週刊プレイボーイ』にシリーズ連載（のち単行本化）。2009年、世界規模の著作権侵害事件グーグルブック検索(和解問題)で、一被害者として単身グーグル社に立ち向かい、『週刊プレイボーイ』に記事を連載（のち単行本化）。
2010年、「ルポルタージュ研究所」を設立、代表を務めている。
2011年7月、作家で反原発活動家の広瀬隆とともに、福島第一原子力発電所事故にかかわる責任者・学者32名を東京地検特捜部に刑事告発した。

## 著作
- 単著『ニュークリア・レインのあとに―ぼくのルポルタージュ実習―』（1987年、白水社）
- 単著『六ヶ所「核燃」村長選―村民は選択をしたのか―』（1991年、野草社）
- 高橋宏との共著『一揆―青森の農民と「核燃」―』（1992年、築地書館）
- 単著『敦賀湾原発銀座〔悪性リンパ腫〕多発地帯の恐怖』（1997年、技術と人間）（改訂・増補版、2012年、宝島SUGOI文庫)
- 単著『責任者、出て来い！』（1999年、毎日新聞社）
- 編著『シミュレーション・ノンフィクション 原発震災』（2001年、七つ森書館）
- 単著『愛と希望のルポルタージュ―明石ジャーナル―』（2002年、七つ森書館）
- 単著『黒い赤ちゃん―カネミ油症34年の空白―』（2002年、講談社）
- 単著『原発崩壊―誰も想定したくないその日―』（2007年、金曜日）、『原発崩壊 増補版-想定されていた福島原発事故』（2011年、金曜日）
- 単著『過払い金を取り戻せ!! ― キミにも簡単にできる、返しすぎた借金の奪還術』（2009年、集英社）
- 単著『長井健司を覚えていますか―ミャンマーに散ったジャーナリストの軌跡―』（2009年、集英社）
- 単著『グーグルに異議あり！』（2010年、集英社）
- 広瀬隆との共著『原発の闇を暴く』 (2011年、集英社新書)
- 水口憲哉との共著『食品の放射能汚染 完全対策マニュアル』 (2011年、別冊宝島)、『ハンディ版 食品の放射能汚染 完全対策マニュアル』 (2012年、宝島社)
- 広瀬隆、保田行雄との共著『福島原発事故の「犯罪」を裁く』（2011年、宝島社)
- 単著『刑事告発 東京電力―ルポ福島原発事故』2012年4月、金曜日、ISBN： 9784906605804